# Час вбивати (фільм, 1989)
«Час вбивати» (італ. Tempo di uccidere) — італійський драматичний фільм 1989 року, знятий Джуліано Монтальдо. Головну роль виконав Ніколас Кейдж, у ролях другого плану: Ріккардо Тоньяцці та Джанкарло Джанніні. Дія фільму розгортається у 1936 році, коли Ефіопія перебувала під італійським вторгненням.
Фільм заснований на однойменному романі Енніо Флаяно.

## Сюжет
У лейтенанта Сільвестрі болить зуб, і він вирішує піти до табірного шпиталю на сусідньому будівельному майданчику. Дорогою до табору його машина потрапляє в аварію і зупиняється біля скелі; Сільвестрі далі йде пішки, але лікаря на будівництві не виявляється. Молодий чоловік направляє його нібито коротшим шляхом до головного табору, і по дорозі через джунглі він зустрічає і ґвалтує молоду ефіопську жінку. Після цього вона залишається з ним, і він дарує їй свій годинник. Коли вони ховаються в печері, Сільвестрі стріляє в гієну, але куля рикошетить і влучає в жінку. Він ховає її, намагаючись приховати всі сліди, спостерігаючи, як неподалік з'являються ефіопи. Сільвестрі далі йде до дантиста в головному таборі, де розповідає історію своєму начальникові, який вирішує нічого не робити.
Пізніше його підрозділ вбиває людей у відплату за напади повстанців у цьому районі, і серед загиблих він впізнає різних цивільних, яких бачив напередодні. Він також зустрічає Еліаса, одягненого в штани Сільвестрі (які він, схоже, забув на місці), і Джоннаса, батька Еліаса.
Нарешті він отримує звістку про те, що йому надали відпустку, але під час святкування з другом і старшим офіцером дізнається, що білий тюрбан дівчини означає, що вона була хвора на проказу. Це, а також гнійна рана на його руці змушують його повірити, що він хворий на проказу. Він шукає лікаря, прикриваючись історією про дослідження для книги. Лікар пояснює йому всі ознаки прокази, що переконує і жахає його ще більше. Коли лікар наполягає на огляді його руки, він називає фальшиве ім'я і навіть стріляє в нього перед тим, як сісти на корабель до Італії.
Намагаючись повернутися до дружини в Італію, Сільвестрі ухиляється і навіть краде у своєї колишньої, і врешті-решт ховається у батька дівчинки, Джоннаса. Після того, як він пережив справжню чи вигадану хворобу, Джоннас пояснює йому, що Маріам не була хворою, а в обмін на це він розповідає її батькові, як вона насправді померла, і приводить його на місце поховання.

## Акторський склад
| Актор               | Роль                        |
| ------------------- | --------------------------- |
| Ніколас Кейдж       | Лейтенант Енріко Сільвестрі |
| Ріккардо Тоньяцці   | Маріо                       |
| Джанкарло Джанніні  | Майор                       |
| Патріс Флора Праксо | Маріам                      |
| Джанлука Фавілла    | армійський водій            |
| Жорж Клесс          | доктор Тібері               |
| Роберт Лінсол       | Джоннас                     |

## Виробництво
Зйомки відбувалися в Зімбабве.